# Anthrax striatipennis
Anthrax striatipennis är en tvåvingeart som beskrevs av Marston 1970. Anthrax striatipennis ingår i släktet Anthrax och familjen svävflugor. Inga underarter finns listade i Catalogue of Life.